# Титанат никеля(II)
Титана́т ни́келя(II) — неорганическое соединение,
соль никеля и метатитановой кислоты 
с формулой NiTiO3,
коричневые кристаллы.

## Получение
- Спекание нитрата никеля и оксида титана [1]:

{\displaystyle {\mathsf {Ni(NO_{3})_{2}+TiO_{2}\ \xrightarrow {850^{o}C} \ NiTiO_{3}+2NO_{2}}}}

## Физические свойства
Титанат никеля(II) образует коричневые кристаллы тригональной сингонии, пространственная группа R 3, параметры ячейки a = 0,5044 нм, c = 1,3820 нм, Z = 6.

## Применение
- В качестве полупроводника.
- Оптический материал.
- Катализатор.
- Пигмент.